# Паньжа
Паньжа — река в России, левый приток Мокши. Протекает в Мордовии и Пензенской области. Длина реки составляет 53 км, площадь водосборного бассейна — 308 км². Устье реки находится в 464 км по левому берегу.
Исток реки в Торбеевском районе Мордовии у деревни Красаевка в 16 км к юго-востоку от Торбеева. Течёт преимущественно на юго-восток и восток. В среднем течении протекает по территории Наровчатского района Пензенской области, затем возвращается в Мордовию, уже в Ковылкинский район. Протекает населённые пункты Старые Пичуры (Торбеевский район); Телешовка, Суркино, Кадыковка, Орловка (Наровчатский район); Старые Дубровки и Паньжа (Ковылкинский район). Впадает в Мокшу напротив деревни Васильевка.

## Притоки (км от устья)
- 12 км: река Чепура (лв)
- река Сухая Паньжа (пр)
- река Тячки (лв)

## Данные водного реестра
По данным государственного водного реестра России относится к Окскому бассейновому округу, водохозяйственный участок реки — Мокша от истока до водомерного поста города Темников, речной подбассейн реки — Мокша. Речной бассейн реки — Ока.
Код объекта в государственном водном реестре — 09010200112110000027285.